# Нова Сьвідниця
Нова Сьвідниця (пол. Nowa Świdnica) — село в Польщі, у гміні Ольшина Любанського повіту Нижньосілезького воєводства.
Населення — 145 осіб (2011).
У 1975-1998 роках село належало до Єленьоґурського воєводства.

## Демографія
Демографічна структура станом на 31 березня 2011 року:
|          | Загалом | Допрацездатний вік | Працездатний вік | Постпрацездатний вік |
| -------- | ------- | ------------------ | ---------------- | -------------------- |
| Чоловіки | 66      | 18                 | 43               | 5                    |
| Жінки    | 79      | 18                 | 47               | 14                   |
| Разом    | 145     | 36                 | 90               | 19                   |